# Покотилівська сільська рада
| Покотилівська сільська рада — колишній орган місцевого самоврядування у Новоархангельському районі Кіровоградської області з адміністративним центром у с. Покотилове. Сільській раді підпорядковані населені пункти: - с. Покотилове - с. Орлове - с. Тарасівка |

## Склад ради
Рада складається з 14 депутатів та голови.

### Керівний склад ради
| ПІБ                         | Основні відомості                                                                             | Дата обрання | Дата звільнення |
| --------------------------- | --------------------------------------------------------------------------------------------- | ------------ | --------------- |
| Тригуб Олександр Вікторович | Сільський голова, 1974 року народження, освіта, член Всеукраїнського об'єднання 'Батьківщина' | 26.03.2006   | 31.10.2010      |
| Тригуб Олександр Вікторович | Сільський голова, 1974 року народження, освіта середня загальна, член Партії регіонів         | 31.10.2010   |                 |

Примітка: таблиця складена за даними джерела

## Населення
Згідно з переписом УРСР 1989 року чисельність наявного населення сільської ради становила 1729 осіб, з яких 762 чоловіки та 967 жінок.
За переписом населення України 2001 року в сільській раді мешкали 1074 особи.

### Мова
Розподіл населення за рідною мовою за даними перепису 2001 року:
| Мова       | Відсоток |
| ---------- | -------- |
| українська | 97,95 %  |
| вірменська | 0,74 %   |
| російська  | 0,74 %   |
| молдовська | 0,56 %   |